# Gesta Normannorum Ducum
Gesta Normannorum Ducum (trad. latín: Historia de los duques normandos) es una crónica manuscrita creación del monje Guillermo de Jumièges antes de 1060. Es una de las fuentes más importantes para la historia de Normandía e Inglaterra en los siglos XI y XII, y contiene el relato en prosa más antiguo de la conquista normanda.
En 1070 Guillermo el Conquistador solicitó al monje la extensión de la obra para detallar los derechos sobre el trono de Inglaterra. Más tarde Orderic Vitalis (m. hacia 1142) y Robert de Torigni (m. 1186) ampliaron de nuevo la obra para incluir monarcas hasta Enrique I de Inglaterra. 